# Nossa Senhora da Boa Fé
Nossa Senhora da Boa Fé ist eine Ortschaft und ehemalige Gemeinde in Portugal.

## Geschichte
Der heutige Ort entstand vermutlich erst weit nach der mittelalterlichen Reconquista. Die ersten Aufzeichnungen stammen aus dem 16. Jahrhundert. Mit der Ponte do Lagar da Boa Fé ist eine 27 Meter lange, dreibögige Brücke aus dem 17. Jahrhundert erhalten geblieben, als Teil einer damaligen Handelsstraße von Évora nach Alcácer do Sal.
Im 16. Jahrhundert wurde der Ort eine eigenständige Gemeinde. 1911 wurde sie aufgelöst und der Gemeinde Nossa Senhora da Graça do Divor, 1926 dann der neugeschaffenen Gemeinde São Sebastião da Giesteira angegliedert.
Am 31. Dezember 1936 wurde Nossa Senhora da Boa Fé wieder eine eigenständige Gemeinde, bis sie mit der Gebietsreform 2013 wieder aufgelöst und mit São Sebastião da Giesteira zu einer neuen Gemeinde zusammengeschlossen wurde.

## Verwaltung
Nossa Senhora da Boa Fé war eine Gemeinde (Freguesia) im Kreis von Évora (Concelho), im Distrikt Évora. In der ehemaligen Gemeinde leben 304 Einwohner (Stand 30. Juni 2011).
Mit der administrativen Neuordnung in Portugal am 29. September 2013 wurden die Gemeinden Nossa Senhora da Boa Fé und São Sebastião da Giesteira zur neuen Gemeinde União das Freguesias de São Sebastião da Giesteira e Nossa Senhora da Boa Fé zusammengeschlossen. Sitz der neuen Gemeinde wurde São Sebastião da Giesteira.